# Mesure de courant
En génie électrique, une mesure de courant est une des techniques utilisées pour évaluer  la valeur d'un courant électrique dans un circuit électrique (exprimé en ampères).
Il existe plusieurs méthodes de mesure de courant, le choix de l'une d'entre elles dépend des différentes exigences : la nature du courant, continu ou alternatif, la grandeur du courant à mesurer (du picoampère à des dizaines de milliers d'ampères), de la complexité et de l'impact de la mesure sur le fonctionnement du système, du coût, de la précision, de la bande passante, de robustesse, etc.
Un ampèremètre peut afficher le résultat, qu'on peut aussi numériser ou convertir en signal électrique destiné à un système asservi.
Les principales méthodes de mesure de courant sont : les résistances shunt, les transformateurs de mesure, les bobines de Rogowski et les transducteurs basés sur un champ magnétique (effet hall).

## Résistances shunt

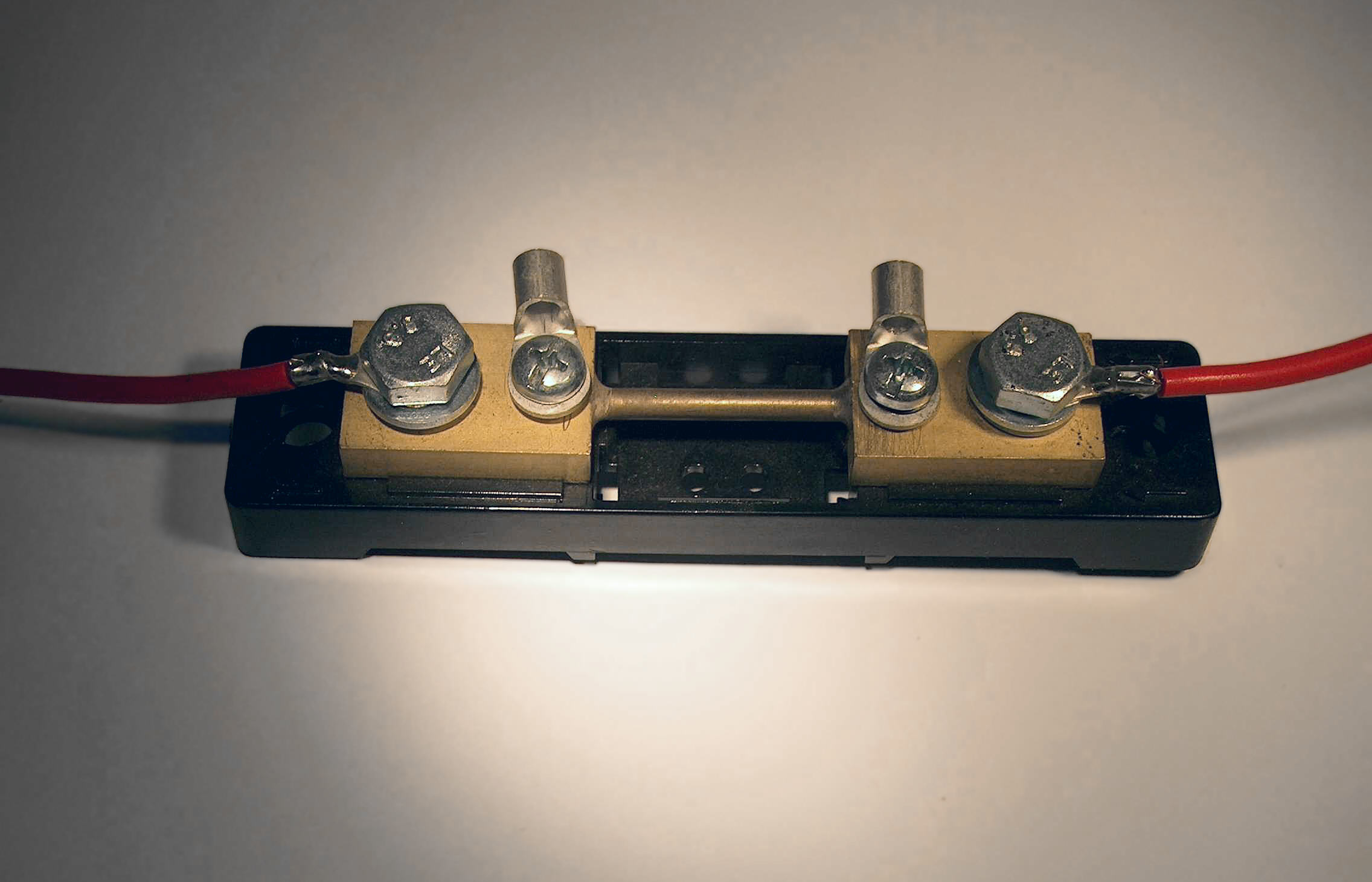
Une résistance de shunt.

La méthode de mesure avec une résistance de shunt consiste à insérer dans un circuit électrique une résistance de faible valeur (généralement inférieur à l'ohm), puis de mesurer la tension à ses bornes. La loi d'Ohm ({\displaystyle U=R\cdot I}) permet alors de calculer la valeur du courant traversant la résistance.
Cette méthode a l'avantage d'être simple à mettre en œuvre. Elle nécessite cependant de couper le circuit pour insérer la résistance. Elle a également une influence sur le fonctionnement du circuit.